# Tough Guys Don't Dance
Album Tough Guys Don't Dance od velšského DJe High Contrast bylo vyrobeno ve spolupráci s Hospital Records. Vyšlo 1. října 2007. Autor v něm zobrazuje těžkost povolání DJů, což jde poznat například z textu Everything is Different, nebo Tough Guys Don't Dance.

## Seznam skladeb
1. If We Ever (feat. Diane Charlemagne)
2. Everything's Different (feat. Ian Shaw)
3. In-A-Gadda-Da-Vida
4. Kiss Kiss Bang Bang
5. Forever & A Day (feat. J'Nay)
6. Sleepless
7. Tread Softly
8. Metamorphosis
9. Pink Flamingos
10. Eternal Optimist (feat. J'Nay)
11. Chances (feat. Linda Gail Lewis)
12. Nobody Gets Out Alive
13. The Ghost Of Jungle Past